# Alfraganus (månkrater)
Alfraganus är en liten nedslagskrater som ligger på den ojämna höglandsregionen sydväst om Mare Tranquillitatis.
Nordväst om Alfraganus ligger kratern Delambre och till söder är den oregelbundna kraterformationen Zöllner. Alfraganus kraterrand är cirkulär och har bibehållit en skarp kant då den inte utsatts för speciellt stort slitage av efterföljande nedslag. Kratergolvet är ungefär halva diametern av kraterranden.
Nedslagskratern är uppkallad efter astronomen Al-Farghani.

## Satellitkratrar
På månkartor är dessa objekt genom konvention identifierade genom att placera ut bokstaven på den sida av kraterns mittpunkt som är närmast kratern Alfraganus.
| Alfraganus | Latitud | Longitud | Diameter |
| ---------- | ------- | -------- | -------- |
| A          | 3.0° S  | 20.3° Ö  | 13 km    |
| C          | 6.1° S  | 18.1° Ö  | 11 km    |
| D          | 4.0° S  | 20.1° Ö  | 8 km     |
| E          | 4.6° S  | 19.0° Ö  | 4 km     |
| F          | 3.5° S  | 20.8° Ö  | 9 km     |
| G          | 2.6° S  | 21.2° Ö  | 6 km     |
| H          | 4.4° S  | 19.1° Ö  | 13 km    |
| K          | 5.3° S  | 19.5° Ö  | 4 km     |
| M          | 5.6° S  | 19.6° Ö  | 3 km     |